# Simon Owen
Simon Owen (Whanganui, 10 december 1950) is een professioneel golfer uit Nieuw-Zeeland.
Owen werd in 1972 professional en speelde op de Australaziatische Tour, waar hij enkele toernooien won. Ook speelde hij een jaar of tien op de Europese Tour, waar hij in de eerste jaren twee toernooien won.

## Gewonnen

### Nationaal
- 1976: New Zealand Open
- 1978: New Zealand PGA Championship
- 1984: Hawkes Bay 72 Hole Classic
- 1989: Hawkes Bay 72 Hole Classic
- 1990: City of Auckland 72 Hole Classic
- 2001: New Zealand PGA Seniors Championship
- 2003: New Zealand PGA Seniors Championship

### Elders
- 1972: Fiji Open
- 1978: Malaysian Dunlop Masters
- 1980: South Australian Open
- 1991: Tahiti Open, Cable & Wireless - Pacific Harbour Open (Fiji)

### Europese Tour
- 1974: German Open na play-off tegen Peter Oosterhuis
- 1976: Double Diamond Individual Championship

### Europese Senior Tour
- 2001: Tunisian Seniors Open
- 2007: Italiaans Seniors Open

### Teams
- Alfred Dunhill Cup: 1989, 1990
- World Cup: 1973, 1976, 1989